# Tangerine Dream
Tangerine Dream (deutsch „Mandarinentraum“) ist eine Musikformation aus Deutschland, die vor allem wegen ihrer Pionierarbeit auf dem Gebiet der elektronischen Musik bedeutsam ist. So gilt die Band neben Ash Ra Tempel, Agitation Free und Klaus Schulze als Wegbereiter der sogenannten Berliner Schule, während die frühe Phase der Gruppe auch zum Krautrock gezählt wird. Oft wird die Musik von Tangerine Dream auch dem Musikgenre New Age zugeordnet (so gab es z. B. eine Grammy-Nominierung in dieser Sparte), in Interviews distanziert sich die Band jedoch von dieser Kategorisierung. Eher lässt sich ihre Musik neben der gelegentlichen Kategorisierung Progressive Rock auch als sinfonische Musik oder als eine Form von Ambient mit Schwerpunkt auf elektronischer Klangerzeugung und mit Einflüssen aus der Rockmusik bezeichnen.

## Geschichte

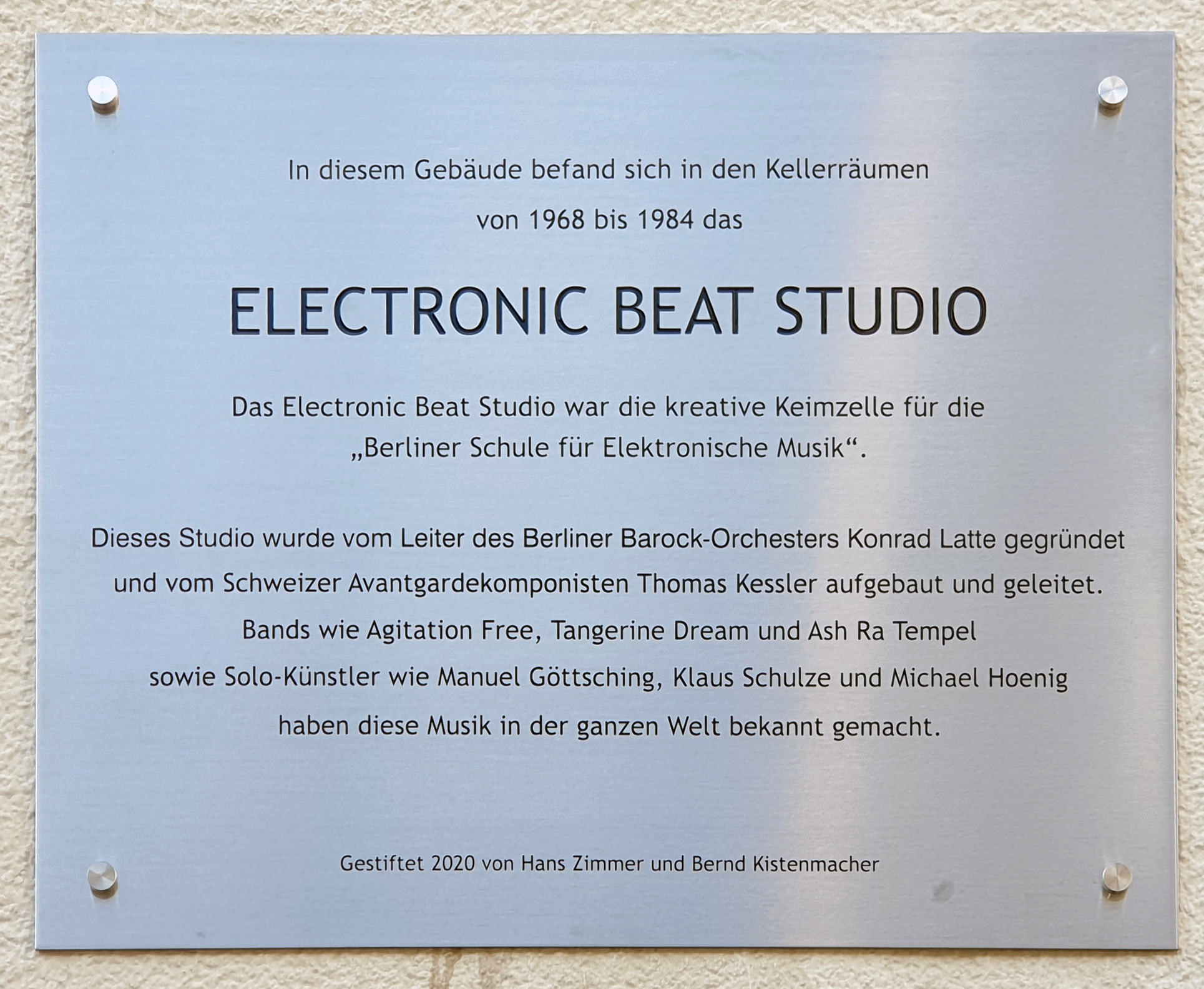
Gedenktafel am ehemaligen Electronic Beat Studio in Berlin-Wilmersdorf

Tangerine Dream wurde im September 1967 von Edgar Froese gegründet. Der Bandname ist angelehnt an die Textzeile „Tangerine Trees and Marmalade Skies“ aus dem Lied Lucy in the Sky with Diamonds der Beatles, das wenige Wochen zuvor veröffentlicht worden war.
Eine der ersten offiziellen Besetzungen lautet: Volker Hombach (Saxophon, Flöte, Geige), Lanse Hapshash (Schlagzeug), Kurt Herkenberg (Bass) und Edgar Froese (Gitarre). Das erste Konzert gab Tangerine Dream im Januar 1968 in der Mensa der Technischen Universität Berlin; bereits kurz danach traten sie bei den Essener Songtagen auf, dem damals größten Musikfestival in Deutschland mit über 40.000 Besuchern. Neben deutschen Gruppen wie Floh de Cologne oder Amon Düül spielten dort auch internationale Gruppen wie The Fugs oder The Mothers of Invention mit Frontmann Frank Zappa. Zu diesem Zeitpunkt hatte Tangerine Dream mit elektronischer Musik noch nichts im Sinn. Zeitzeugen schrieben von einer „hartrockenden, aggressiven Gruppe mit Free-Jazz-Färbung“. Letztlich war es das 1968 mit Mitteln des Berlinförderungsgesetzes eingerichtete Electronic-Beat-Studio, das unter der Leitung des Avantgardekomponisten Thomas Kessler viele Berliner Gruppen kostenlos an den damals noch neuen Synthesizer heranführte. Anfang 1969 stieg Herkenberg bei T.D. aus und gründete mit Heiner Pudelko (späterer Sänger der Gruppe Interzone) und Alex Conti die Gruppe Curly Curve. Daraufhin spielte Froese mehrere Konzerte mit wechselnden Musikern, bis er 1969 auf Klaus Schulze traf, der zu diesem Zeitpunkt Schlagzeug bei der Berliner Formation Psy Free spielte. Besonders Schulzes Fähigkeit, einen ungewöhnlichen Rhythmus auch über einen längeren Zeitraum zu halten, bewog Froese dazu, ihn zu fragen, ob er bei Tangerine Dream einsteigen wolle.
Froese und Schulze suchten einen weiteren Musiker, den sie in Conrad Schnitzler fanden, einem damaligen Schüler des Objekt- und Aktionskünstlers Joseph Beuys. Mit dieser Formation entstand während einer Session in einem Privatstudio die Musik, die im Jahr 1970 unter dem Titel Electronic Meditation herauskam. Das Material war ursprünglich nicht für eine Veröffentlichung vorgesehen. Bei dieser Produktion kamen bis auf eine Farfisa-Orgel noch keine elektronischen Tasteninstrumente zum Einsatz. 1970 verließen Klaus Schulze und Conrad Schnitzler die Band bereits wieder. Schulze gründete Ash Ra Tempel (zusammen mit Manuel Göttsching und Hartmut Enke) und begann 1971 eine erfolgreiche Solokarriere, die ihn weltweit bekannt machen sollte.
Christoph Franke, den Froese in Berlin kennenlernte, kam im Alter von 17 Jahren von Agitation Free zu Tangerine Dream. Franke studierte am Berliner Konservatorium Klassische Musik und Komposition. Das neue Trio ergänzte der Organist Steve Schroyder. Unter dem Titel Ultima Thule erschien 1971 auf dem Ohr-Label ihre erste Single.
In der Besetzung Froese, Franke, Schroyder entstand 1971 die LP Alpha Centauri. Außer den drei Musikern wirkten noch Udo Dennebourg an der Flöte und der damalige Roadmanager Roland Paulick am Synthesizer mit. Nachdem persönliche Probleme mit Steve Schroyder auftraten, wurde er 1971 durch den Berliner Peter Baumann ersetzt, der 1968 seine musikalische Karriere als Organist bei der Amateurband Burning Touch begonnen hatte. Mit dieser Zusammensetzung entstand die erste konstante Formation.
Während Tangerine Dream auf den ersten beiden Alben noch herkömmliche Instrumente und elektronische Effekte einsetzten, benutzten sie erstmals auf der 1972 erschienenen Doppel-LP Zeit intensiv einen Synthesizer (EMS VCS 3), den sie ein Jahr zuvor gekauft hatten. 1973 veröffentlichen sie ihre vierte LP Atem. Diese fand vor allem auf den britischen Inseln größeren Anklang. Der englische DJ John Peel machte die Platte auf seiner BBC-Sendung zur „Platte des Jahres“. Dadurch wurde Richard Branson von Virgin Records auf Tangerine Dream aufmerksam. Wegen rechtlicher Differenzen mit dem Ohr-Label und der Tatsache, dass sie im Ausland mehr Beachtung als in Deutschland fanden, unterschrieben sie im Dezember 1973 einen Plattenvertrag bei Virgin.
Im Jahr 1973 verließ Baumann die Gruppe für kurze Zeit. Froese und Franke gingen mit neuem Material ins Studio. Das Ergebnis dieser Arbeit erschien jedoch erst 1986 auf dem Album Green Desert.
Nachstehende Bezeichnungen der Schaffensperioden sind von Tangerine Dream selbst benutzte Begriffe.

### Die Virgin-Jahre
Die erste Veröffentlichung auf dem Virgin-Label war 1974 Phaedra. Die Platte kam bis in die britischen Top 20. Am 16. Juni 1974 fand im Londoner Victoria Palace ihr erstes Konzert im englischsprachigen Ausland statt. Es folgte eine dreiwöchige Tournee durch Großbritannien, auf der ihre Musik erstmals von einem sogenannten „Video-Synthesizer“ optisch unterstützt wurde. Ihre Konzerte bestanden zum größten Teil aus Improvisationen. Tangerine Dream hatten sich vorgenommen, kein Stück zweimal zu spielen.
Kurz vor einer Tournee, welche die Band im Frühjahr 1975 nach Australien und Neuseeland führte (wo sie ihre erste goldene Schallplatte erhielt), sprang Michael Hoenig (Agitation Free) für Peter Baumann ein. Baumann hatte die Band im Januar 1975 über Nacht verlassen, um mit dem Auto eine Reise durch Asien zu machen. Nach der Tour verließ Hoenig die Band wieder.
Nach Baumanns Rückkehr wurde das 1975 veröffentlichte Album Rubycon wieder in der Besetzung Froese, Franke und Baumann eingespielt. Auf dem Ende 1975 veröffentlichten Album Ricochet war erstmals Livemusik von Tangerine Dream zu hören, die während ihrer '75er Tournee durch Frankreich und England mitgeschnitten worden war.
Die nächste LP Stratosfear erschien 1976. Erste Anzeichen dafür, dass Tangerine Dream rhythmischer geworden waren, bewies das Titelstück. Auf der darauf folgenden Europatournee durch Deutschland, Spanien, Frankreich, Schweiz und England stellten sie ihr neuestes Werk bei 31 Konzerten live vor, gefolgt von ihrer ersten, 16 Konzerte umfassenden USA-Tournee Anfang 1977.
Ebenfalls 1976 wurde der amerikanische Regisseur William Friedkin auf Tangerine Dream aufmerksam. Für sein Remake des Klassikers Wages of Fear (dt. „Atemlos vor Angst“) beauftragte er die Band, den Soundtrack Sorcerer zu schreiben. Ungewöhnlich war dabei, dass Friedkin, begeistert von dem Resultat, den Film nach der Musik umschnitt. Nach einer weiteren USA-Tournee im August 1977 veröffentlichte Tangerine Dream die Doppel-LP Encore. Auf ihr sind Aufnahmen der Frühjahrs-Tour durch Nordamerika enthalten.
Ende 1977 verließ Peter Baumann die Gruppe aufgrund künstlerischer Meinungsverschiedenheiten sowie persönlicher Probleme. Er widmete sich einigen Soloprojekten, bis er mit seinem Plattenlabel „Private Music“ 1988 wieder auf seine ehemaligen Kollegen traf. Die verbleibenden Mitglieder Froese und Franke gingen mit der nächsten Produktion ein gewagtes Experiment ein, indem sie den englischen Multiinstrumentalisten Steve Jolliffe engagierten, der zuvor bei der Bluesrockband Steamhammer gespielt hatte. Als Schlagzeuger wurde der Berliner Schlagzeuger (und Bruder von Ideal-Gitarrist F.J. Krüger) Klaus Krüger in die Band aufgenommen. Aus dieser Zusammenarbeit entstand 1978 das Album Cyclone, welches für Tangerine Dream untypisch war, da sie hier erstmals songähnliche Texte benutzten. Die anschließende ausgedehnte Tournee fand aufgrund der für Tangerine Dream ungewöhnlichen Instrumentierung und des Gesangs beim Publikum nicht die gewünschte Resonanz. Steve Jolliffe verließ demzufolge die Gruppe wieder.
Die zum Duo Froese/Franke geschrumpfte Formation brachte 1979 die LP Force Majeure auf den Markt. Wieder übernahm Klaus Krüger das Schlagzeug, bevor er mit Iggy Pop live wie im Studio zusammenarbeitete. Als weiterer Gastmusiker ist Eduard Meyer am Cello zu hören. Froese und Franke wollten wieder in ihrer erfolgreichen Besetzung mit drei Keyboardern arbeiten. Allerdings suchten sie jemanden, der einen anderen Musikansatz als sie hatte und ein ausgebildeter Pianist war. Sie fanden ihn in dem Organisten Johannes Schmoelling.
Schmoelling wurde von einem Tonmeister empfohlen und, obwohl er nicht wusste, wer Tangerine Dream war und mit der Musik ursprünglich nicht viel anfangen konnte, sagte er der Gruppe zu. Ende 1979 spielte das Trio bereits ihre ersten Kompositionen, die schließlich 1980 unter dem Titel Tangram erschienen. Am 31. Januar 1980 traten Tangerine Dream als erste West-Berliner „Rockband“ in der DDR auf. Im selben Jahr erschien ein Teil dieser beiden Konzerte im Palast der Republik in Ostberlin bei der DDR-Plattenfirma Amiga als LP unter dem simplen Namen Tangerine Dream, unterteilt als zwei Parts mit den Part-Bezeichnungen Quichote. 1986 wurde dieses Konzert dann bei Virgin als Pergamon Live ein zweites Mal offiziell herausgebracht.
Anfang 1981 erschien dann ihr Soundtrack zu dem Film Thief (dt. Der Einzelgänger). Im Herbst folgte das Studioalbum Exit. Auf beiden Alben fanden sich nun auffallend kürzere Stücke. Das Titellied zu dem Schimanski-Tatort Das Mädchen auf der Treppe, das als Single 1982 (und 1997 als Remix im modernen Drum-and-Bass-Stil) auf den Markt kam, brachte Tangerine Dream sogar eine Chart-Platzierung unter den Top 20 ein. Da sie nie kommerziell klingen wollten, entschuldigte Edgar sich „augenzwinkernd für diesen Betriebsunfall“. Es folgte das Studioalbum White Eagle, das mit dem Titelstück auch die Urform dieser vermutlich daraus abgewandelten Tatort-Titelmusik beinhaltet. Stücke aus diesem Album spielten sie 1981 mit dem Münchner Symphonie-Orchester unter der Leitung von Eberhard Schoener im Zirkus Krone in München zur Classic-Rock-Night, was auch im TV übertragen wurde. Während einer Europatournee gastierte Tangerine Dream auch im Londoner Dominion Theatre. Ein Mitschnitt dieses Konzertes erschien 1983 auf der LP Logos Live. Auf dieser LP finden sich auch Teile des Soundtracks von Der Söldner, einem relativ gewalttätigen Agentenfilm, in dem auch Klaus Kinski mitspielt.

### Die Jive-Electro-Jahre
1983 wurde ein betriebsames Jahr für Tangerine Dream. Sie veröffentlichten das Studio-Album Hyperborea, die Soundtracks Wavelength und The Keep und starteten eine Tour durch Polen, aus der das Live-Album Poland hervorging. Dieses Album stellt die erste Produktion auf dem „Jive-Elektro“-Label dar, zu dem sie nach Auslauf des Virgin-Vertrages wechselten. In der Folgezeit stieg der Anteil an Soundtracks, für die Tangerine Dream verantwortlich zeichneten, an. Dazu zählten 1983 die Teenagerkomödie Risky Business (dt. Lockere Geschäfte) mit Tom Cruise und 1984 die Stephen-King-Verfilmung Firestarter (dt. Der Feuerteufel) mit Drew Barrymore sowie Flashpoint (dt. Flashpoint – Die Grenzwölfe).
1985 erschienen zwei weitere Soundtracks: Heartbreakers sowie Legend zum Fantasyfilm Legende. Dazu gab es im April ein großes, zweiteiliges Radiospecial im Rahmen der Hörfunksendung Sounds vom Synthesizer, in welcher Edgar Froese, Peter Baumann und Christopher Franke als Gesprächspartner mitwirkten. Die Musik zu dem Film The Park Is Mine (dt. Der Herrscher des Central Parks) erschien erst 1991 auf CD. Als nächstes Studioalbum veröffentlichten sie Le Parc, auf dem sie die einzelnen Stücke den schönsten Parks der Welt widmeten. Das gleichnamige Titellied dieses Albums wurde für den Vorspann der wenig erfolgreichen Action-Serie Street Hawk verwendet. Das war das letzte Album in der klassischen Besetzung Froese / Franke / Schmoelling. Aufgrund der häufigen Liveauftritte, Filmmusikaufträge und Studioaufnahmen entschloss sich Schmoelling eine Pause einzulegen und verließ die Gruppe.
Von Oktober 1985 bis Anfang 1986 war aus Tangerine Dream wieder ein Duo geworden. Als neues Mitglied stieß der Österreicher Paul Haslinger zu der Gruppe. Er hatte unter anderem klassische Musik an den Akademien in Salzburg und Wien studiert. Für die 1986er Tournee holten Tangerine Dream Haslinger zur Unterstützung auf die Bühne. Da die Zusammenarbeit während der Liveauftritte gut funktionierte, entschied man sich, ihn als ständiges Mitglied in die Band aufzunehmen. Als erste Arbeit des neuformierten Trios entstand 1986 die LP Underwater Sunlight, zu der Haslinger aber noch wenig kompositorisch beitrug, sondern nur Instrumente wie Piano und Synthesizer spielte.
1987 erschienen wieder einige Soundtracks: Three O’Clock High (dt. Faustrecht – Terror in der Highschool), Shy People – Bedrohliches Schweigen und der Horrorfilm Near Dark. Der Soundtrack zu dem amerikanischen Fernsehfilm Deadly Care kam erst 1991 auf CD heraus. Auf der Studioproduktion des Jahres wagte man erneut den Einsatz von Gesang. Auf Tyger vertonten Tangerine Dream Gedichte des englischen Schriftstellers William Blake. Hier „harmonisierten Text und Musik wesentlich besser“ als Jahre zuvor auf Cyclone. Ebenfalls im Jahr 1987 entstand ein Film über den Grand Canyon, zu dem Tangerine Dream die musikalische Untermalung beitrugen. Unter dem Titel Canyon Dreams erschienen sowohl das Video als auch der Soundtrack. Auf der CD taucht erstmals der Name Jerome Froese als Komponist auf. Die Musik brachte ihnen eine erste Grammy-Nominierung ein.
Das Material, welches Tangerine Dream während ihrer Konzerte 1987 aufgenommen haben, erschien 1988 auf dem Livealbum Livemiles als letzte Produktion auf dem Label „Jive-Elektro“. Dieses ist auch das letzte Album, an dem Christopher Franke beteiligt war. Einen Tag nach dem Konzert in Berlin am 2. August 1987 verließ er Tangerine Dream. Nach einer kurzen Auszeit startete er eine erfolgreiche Solokarriere mit dem Schwerpunkt Film- und TV-Musik.

### Die Melrose-Jahre
Die Studioproduktion Optical Race erschien im September 1988. Neben Froese und Haslinger tauchte auf dem Album erstmals Ralph Wadephul auf, der Tangerine Dream auch auf der folgenden Nordamerikatour begleitete, danach jedoch nicht weiter in Erscheinung trat. Optical Race war die erste von fünf Produktionen, die auf dem Label „Private Music“ von Peter Baumann erschienen.
Zu dem Film Nacht der Entscheidung – Miracle Mile (Originaltitel: Miracle Mile), der die Nacht vor einer möglichen Atomkatastrophe schildert, schrieben sie 1989 die Filmmusik. Im selben Jahr veröffentlichten sie einen Soundtrack für den Film Destination Berlin. Die Musik wurde speziell als Panoramasound für das Circarama-Videosystem «Imagine 360» komponiert.
Die nächste Studioarbeit war Lily On The Beach. Neben Edgar und Paul wirkten Hubert Waldner an Saxophon und Flöte sowie erstmals Jerome Froese als Gitarrist bei dieser Produktion mit. 1990 begann mit der Veröffentlichung der Soundtracks Dead Solid Perfect und Heartbreakers. Hier begnügte sich die Plattenfirma damit, die kurzen Musikschnipsel aus dem Film aneinanderzureihen.
Anfang 1990 suchte Edgar Froese einen Saxophonisten; Freunde in Wien empfahlen ihm Linda Spa. Beim einzigen Deutschlandkonzert am 20. Februar 1990 in der Berliner Werner-Seelenbinder-Halle trat sie erstmals neben dem Saxophonisten Hubert Waldner mit Tangerine Dream auf. Auch für Jerome war das der erste Liveauftritt mit Tangerine Dream.
Aus dem Duo Froese/Haslinger wurde kurzzeitig wieder ein Trio, da Jerome festes Mitglied der Gruppe wurde. Die erste CD dieser Formation war Melrose. (Der Sitz des Plattenlabels befand sich in der berühmten Melrose-Avenue in Los Angeles, daher der Name.) Ende 1990 verließ Paul Haslinger die Gruppe und widmete sich Soloprojekten.

### Die Seattle-Jahre
1991 wurde der Soundtrack The Man Inside / L’Affaire Wallraff veröffentlicht sowie eine Märchen-CD mit dem Titel Rumpelstiltskin, zu der Tangerine Dream die Musik schrieben. Kathleen Turner erzählt hier die mit Musik unterlegte Geschichte von Rumpelstilzchen.
Als nächste Studio-CD erschien das Album Rockoon. Hier wurde der modernere Einfluss von Jerome deutlicher, die Stücke wurden schneller und teilweise rockiger.
Für die Mitglieder des Tangerine Dream International Fan Clubs brachten sie die auf 1.000 Stück limitierte CD Quinoa heraus. Erst 1998 erschien Quinoa als offizielles Album.
1993 erschienen wieder Liveaufnahmen von Tangerine Dream unter dem Titel 220 Volt Live. Auf der Bühne wurden Edgar und Jerome von Zlatko Perica (Gitarre) und Linda Spa (Saxophon und Keyboards) unterstützt. Zur CD 220 Volt Live wurde das Video Three Phase – Past, Present, Future veröffentlicht. Neben fünf Stücken, die beim Konzert am 25. Oktober 1992 im Paramount Theatre in Seattle mitgeschnitten wurden, befinden sich auch Videoclips und älteres Material wie Phaedra oder im Abspann Logos auf dem Video.
1994 erschien der Soundtrack zu dem bereits 1989 gedrehten Film Catch Me If You Can. Das Studioalbum des Jahres 1994 war Turn Of The Tides, das dem moderneren Stil von Rockoon folgte. Ebenfalls 1994 veröffentlichte Virgin eine aufwendig gestaltete 5 CD-Box unter dem Titel Tangents 1973–1983. Hier finden sich Stücke aus der Virgin-Dekade, die Edgar für diese Produktion remastert und neu abgemischt hat, sowie zehn bisher unveröffentlichte Tracks.
Die 1995 erschienene Produktion Tyranny Of Beauty setzt die Richtung seiner Vorgänger fort. Mit diesem Album erzielen sie ihre fünfte Grammy-Nominierung in Folge. Allerdings ist ihnen ein Grammy bisher verwehrt geblieben. Ebenfalls 1995 kommt die CD The Dream Mixes auf dem Virgin-Label heraus. Auf der CD haben Edgar und Jerome sechs Titel ihrer Alben Rockoon, Turn Of The Tides und Tyranny Of Beauty in härteren Versionen remixt, die technoartige Rhythmen aufweisen. Parallel erschien ein Video mit dem Titel The Video Dream Mixes mit insgesamt acht Videoclips.

### Die Millennium-Jahre
Zu dem Film Zoning erschien 1996 der gleichnamige Original Video-Soundtrack (Interessanterweise spielt im Film „Zoning“ eine der Hauptrollen Dieter Meier vom Schweizer Electronic-Music-Duo Yello). Auch das Label „Castle Communications“ brachte eine Box mit fünf CDs unter dem Titel The Dream Roots Collection heraus. Diesmal wurden auf den CDs 1 bis 4 Stücke der Jahre 1970–1973 und 1983–1987 in remasterten Versionen neu veröffentlicht. CD Nr. 5 bestand wieder aus neuem Material.
Das Studioalbum des Jahres 1996 hieß Goblins’ Club. Auf dieser Platte arbeiteten sie auch mit dem Wiener Boys Chor zusammen, der nicht mit den Wiener Sängerknaben zu verwechseln ist. Zu dieser Zeit gründeten Edgar und Jerome Froese ihr eigenes Plattenlabel TDI.
Zu dem Film Oasis erschien das gleichnamige Album bei TDI sowie der Videofilm bei „Camera One“. Das Video zeigt Landschaftsaufnahmen, zu denen Tangerine Dream stimmungsvolle Musik geschrieben haben. Zur 1997er Welttournee erschienen zwei Live-Mitschnitte: Tournado und Valentine Wheels. Auf der ersten befindet sich der zweite Konzert-Teil mit neueren Stücken, auf Valentine Wheels ist der erste Teil des Auftritts mit klassischen Tangerine Dream-Titeln zu finden.
Unter dem Titel Ambient Monkeys erschien eine weitere ungewöhnliche CD. Sie enthielt neben neuen Kompositionen auch Teile von den Werken Georg Friedrich Händels, Johann Sebastian Bachs und Wolfgang Amadeus Mozarts. Verbunden sind die Stücke durch Ambient-Geräusche (Vogelstimmen, fahrender Zug, Urwaldgeräusche etc.). Diese Musik wurde als Vorprogramm zur 1997er Europatournee vom Band abgespielt, während das Publikum auf das Konzert wartete.
Das Jahr 1998 war von einer Reihe von Veröffentlichungen auf dem TDI-Label geprägt. Die CD Dream Encores enthielt Livematerial der Jahre 1986 bis 1997, welches auf diversen Konzerten als Zugaben gespielt worden waren. Der zweite Teil der Dream Mixes kam unter dem Titel TimeSquare heraus. Zum Video Luminous Visions des Computerkünstlers Yoichiro Kawaguchi, bestehend aus phantasievollen, abstrakten Computeranimationen, lieferte Tangerine Dream den Soundtrack.
Da beim Komponieren von Filmmusiken sehr oft Material übrig blieb, erschien einiges davon 1998 auf den beiden CDs Hollywood Years Vol. I und Vol. II. Zu welchen Filmen die einzelnen Titel ursprünglich komponiert wurden, geht aus den Booklets nicht hervor. Zu einem Film über den russischen Transsibirien-Express schrieben Tangerine Dream die Filmmusik unter dem Titel Transsiberia.
Am 12. Juni 1999 fand das einzige Tangerine Dream-Konzert dieses Jahres im Rahmen des KlangArt-Festivals in Osnabrück statt. Unter dem Motto „Mars Polaris“ wurde die Mars-Polar-Lander-Mission der NASA musikalisch umgesetzt. Der Percussionist Emil Hachfeld († 2000), der schon bei der 97er-Tour mit aufgetreten war, sorgte auch bei diesem Konzert für die entsprechenden Rhythmen. Weiterhin wurde die Band von dem Gitarristen Gerald Gradwohl unterstützt. Ebenfalls unter dem Titel Mars Polaris erschien eine CD mit der Musik des Konzertes als Studioaufnahme. Am Tag des Konzertes wurde ebenfalls die auf dem TDI-Label neu erschienene CD Sohoman verkauft. Auf ihr ist ein 43-minütiger Auszug aus dem Livekonzert vom 22. Februar 1982 im Regent Theatre in Sydney enthalten. Die CD stellt die erste Veröffentlichung der Tangerine Dream Classic Edition dar.
Das Album What a Blast (Untertitel: Architecture in Motion) stellte einen Soundtrack zu einem Film über einstürzende Hochhäuser dar. Der Film war in den USA unter dem Titel What A Blast! Architecture In Motion auf Video erschienen. Zu einem Film über die Chinesische Mauer erstellten Tangerine Dream den Soundtrack. Die Musik erschien auf der CD Great Wall Of China.
Im neuen Jahrtausend erschienen als erste Veröffentlichungen die Alben Soundmill Navigator und Antique Dreams mit älterem Material. Als reguläre Studioveröffentlichung folgte The Seven Letters From Tibet. Hier griffen Tangerine Dream seit langer Zeit wieder auf sphärischere Klänge ohne treibende Rhythmen zurück. In der I-Box wurden 6 CDs mit remasterten und zum Teil neuen Stücken herausgebracht. Es erschien 2001 ein weiteres Album der Reihe Dream Mixes namens DM3 – The Past Hundred Moons. 2002 erschien das bisher ambitionierteste Werk von Edgar Froese – der erste Teil zu Dante Alighieris „Die Göttliche Komödie“. Inferno ist eine Art Oper, die am 7. Oktober 2001 in der Kathedrale von Bernau aufgeführt wurde. Neben Edgar und Jerome traten sieben Sänger auf, darunter Iris Kulterer (Iris Camaa) und Jayney Klimek. Das Album Mota Atma aus 2003 stellt erneut einen Soundtrack dar. Im selben Jahr erschien DM4, der vierte Teil der Reihe Dream Mixes mit zum Teil remasterten und auch komplett neu eingespielten Versionen bekannter Stücke. 2004 brachte den zweiten Teil der Göttlichen Komödie, das Album Purgatorio. Wiederum unterstützen Jayney Klimek, Iris Kulterer aka Iris Camaa sowie weitere Sänger die Produktion. Die Coverbilder von Inferno und Purgatorio stammen von Edgars zweiter Frau, der Künstlerin Bianca Acquaye.
Der dritte Teil der Göttlichen Komödie – Paradiso (Paradies) wurde am 23., 24. und 25. September 2005 im Theater von Brandenburg an der Havel uraufgeführt und erneut am 18. und 19. Januar 2006 im Hans Otto Theater in Potsdam mit dem Brandenburger Symphonie-Orchester. Eine Doppel-CD des Potsdamer Live Konzerts wurde am 27. September 2006 angekündigt.
Am 21. September 2006 fand ein Konzert im renommierten Berliner Tempodrom statt. Dort hielt Tangerine Dream im Rahmen der in Berlin stattfindenden Popkomm-Musikmesse ein Konzert unter dem Namen 40 Lifemiles Tour – Roadmap to Music ab. Letztmals trat hier Jerome Froese in der Band mit auf.
Im April 2007 wurde das Studioalbum „Madcap’s Flaming Duty“ als Hommage an den verstorbenen Pink-Floyd-Gitarristen Syd Barrett veröffentlicht, wobei es sich um ein reines Gesangsalbum handelt. Die Titel wurden ausschließlich von Edgar Froese und Thorsten Quaeschning komponiert. Ebenso im April erschien das limitierte Studioalbum „Springtime in Nagasaki“.

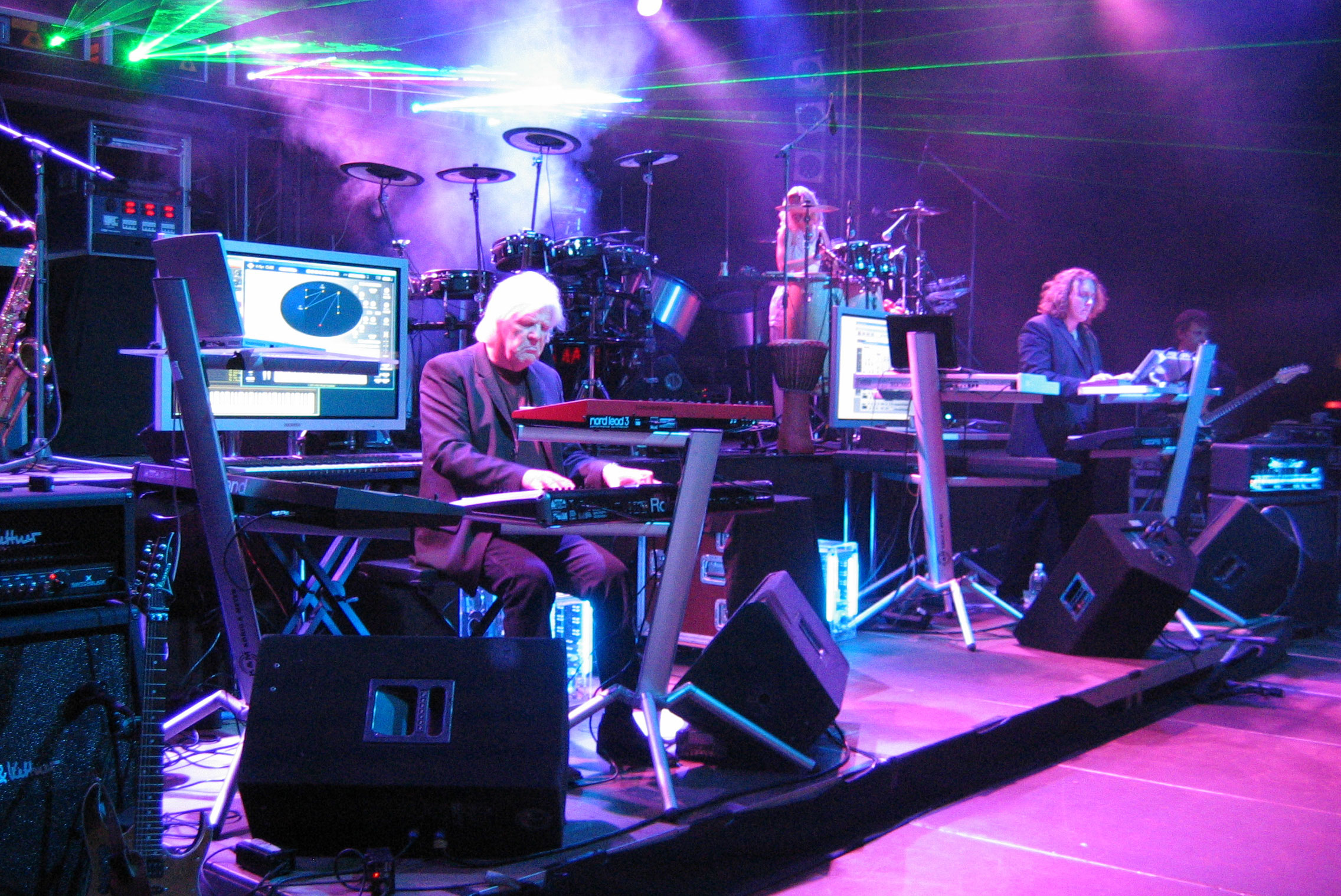
Tangerine Dream (2007)

Außerdem wurde die Band erweitert durch die österreichischen Gitarren-Virtuosen Bernhard Beibl und für Live-Auftritte als Gast Gerald Gradwohl.
Anlässlich des 40. Bandgeburtstages haben Radio Jena und das Webradio ZONO dann im September 2007 unter dem Titel „Decades Of Dreams“ in einer langen Radionacht die vielen Gesichter von Tangerine Dream Revue passieren lassen und dabei Edgar Froese, Christopher Franke, Peter Baumann und Klaus Schulze in ausführlichen Interviews aus den 1980er- und 1990er-Jahren die Bandgeschichte erzählen lassen.
Für freien Eintritt spielten Tangerine Dream am 1. Juli 2007 auf dem Marktplatz der Kreisstadt Eberswalde anlässlich der Eröffnung des Eberswalder Paul-Wunderlich-Hauses – ein Verwaltungsgebäude und zugleich Museum des weltberühmten Malers und Bildhauers Paul Wunderlich. Am 7. Oktober 2007 folgte in der Frankfurter Alten Oper das Konzert „One Night in Space“, welches ursprünglich gemeinsam mit Terry Riley stattfinden sollte, der aber aus gesundheitlichen Gründen absagen musste.
2008 gab es nach einem besonderen Konzert unter dem Motto „Tangerine Dream plays Edgar Froese“ in Eindhoven (Niederlande) einen Auftritt als Headliner des Night-of-the-Prog-Festivals auf der Loreley am 18. Juli. Auf demselben Konzert trat auch Klaus Schulze auf, allerdings nicht gemeinsam mit Tangerine Dream. Weitere Aufführungen waren 2008 in London (1. November), in Edinburgh und in Los Angeles, 2009 in Berlin, Paris und Japan. Am 1. April 2010 traten sie wieder in der Royal Albert Hall in London auf. Am 24. Juni 2011 gaben sie ein Konzert zum Starmus-Festival in Teneriffa, bei dem als Gastmusiker der Queen-Gitarrist Brian May auftrat. Im Oktober 2011 spielten sie zum Moogfest in Asheville (USA, North Carolina) dem Sitz des legendären Synthesizer-Herstellers Moog.
Das Jahr 2012 ist für Tangerine Dream geprägt von einer großen Gastspieltournee durch Europa (Ungarn, Italien, Schweiz, UK, Deutschland), Kanada und den USA. Im Herbst 2013 veröffentlichte Rockstar Games das gefeierte Videospiel Grand Theft Auto V mit einem Soundtrack von Tangerine Dream, Woody Jackson und The Alchemist, gemixt und produziert von DJ Shadow. Für den Soundtrack komponierte Froese 62 Stunden an Musik.
2014 erfolgte eine große Konzert-Tournee (Tel Aviv, Barcelona, Paris, London, Nijmegen, mehrere Städte in Deutschland, Warschau, Moskau, Petersburg und Turin).

### Die Quantum-Jahre
Für die Konzerte im November 2014 in Australien gab es eine neue Besetzungsliste: Neu dabei ist der Keyboarder Ulrich Schnauss und nicht mehr dabei waren Linda Spa und Iris Camaa, nachdem Bernhard Beibl bei den vorangegangenen Konzerten der Phaedra Farewell Tour 2014 schon nicht mehr mit auftrat.
Bandleader und Gründer Edgar W. Froese verstarb im Alter von 70 Jahren am 20. Januar 2015 in Wien an einer Lungenembolie. Eine seiner letzten Arbeiten war die Zusammenarbeit mit Jean-Michel Jarre für dessen Kollaborations-Album Electronica mit einem Musikstück namens Zero Gravity. Vorab erschien von diesem Titel schon eine Special Vinyl Edition. Für Frühjahr 2015 war Edgar Froeses Autobiografie Force Majeure – 1967–2014 angekündigt, die er erst kurz vor seinem Tod fertigstellte. Nach einer Verschiebung sollte die Veröffentlichung des Buches im Jahre 2016 erfolgen. Die schließlich im Herbst 2017 veröffentlichte Autobiografie konzentriert sich trotz des Zusatztitels auf die 1970er und 1980er Jahre der Band.
Die Band arbeitete 2015 danach gemeinsam mit dem ehemaligen Mitglied Peter Baumann an einem „Celebration Album for Edgar“ unter dem Titel Quantum Gate.
2016 gab es wieder regelmäßige Auftritte in der Dreier-Besetzung T. Quäschning, H. Yamane, U. Schnauss (als Vertretung für den erkrankten Klaus Schulze) im polnischen Szczecin, in Windeck (Deutschland, Nordrhein-Westfalen) zum Schwingungen-Festival und in der Schweiz. Die Band besteht weiter, entsprechend dem Wunsch ihres Gründers Edgar Froese und in dessen Sinne.
Einen geschichtlichen Abriss zur Bedeutung von Tangerine Dream und Edgar Froese bietet die TV-Dokumentation Tangerine Dream – Sounds from Another World auf Arte im November 2016, von der 2017 noch eine erweiterte Kinofassung zur Berlinale erschien. Der einstündige Film entstand unter der Regie von Margarete Kreuzer und wurde im Goethe-Institut Paris uraufgeführt. Anfang 2017 folgten Konzerte in Budapest und Hongkong. Kreuzers Dokumentarfilm Revolution of Sound: Tangerine Dream (87 Min.) startete im September 2017 in den deutschen Kinos.
Im Februar 2018 traten Tangerine Dream als erste Elektronische Band ihrer Art bei ihrer Quantum of Electronic Evolution Tour in der Elbphilharmonie Hamburg auf. 2019 veröffentlicht Schiller (Christopher von Deylen) auf „Morgenstund – Super Ultra Deluxe Edition“ (3 CD / 3 BluRay) eine Kooperation mit Tangerine Dream im als Studio-Session eingespielten Stück „Morgenstern“.
Paul Frick ist Bandmitglied seit Juni 2020, nachdem er 2019 bei verschiedenen Shows bereits mitwirkte. Nach ihrer Großbritannien- und Irland-Tour im März 2022 sind Tangerine Dream zurück mit einer großen Tournee durch USA und Kanada im September 2023, Deutschland im Oktober 2023 sowie Großbritannien im November 2023 („From Virgin to Quantum Years“).

Aktuelle Bandmitglieder bei der Quantum of Electronic Evolution Tour in der Elbphilharmonie Hamburg 2018
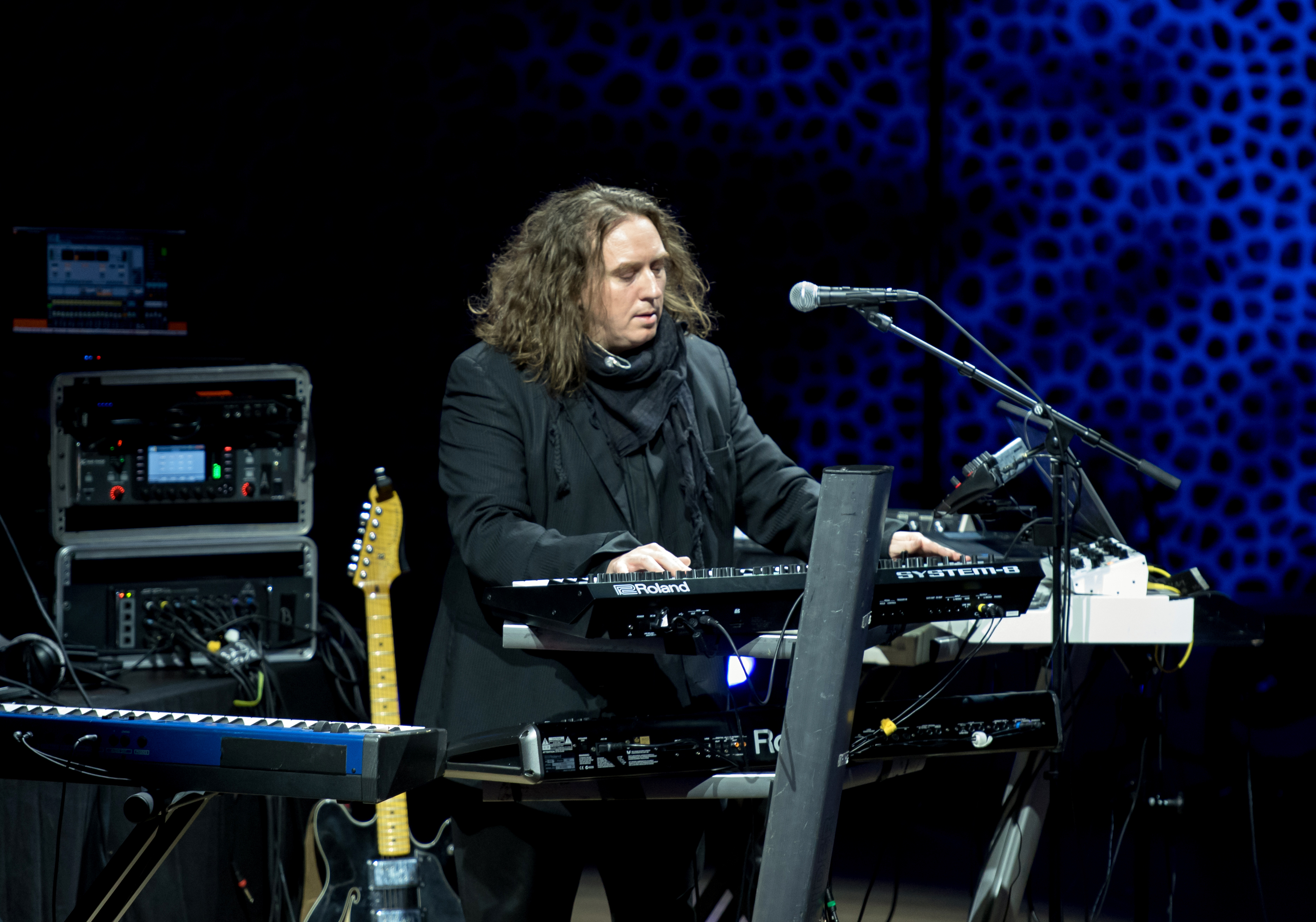
Thorsten Quaeschning
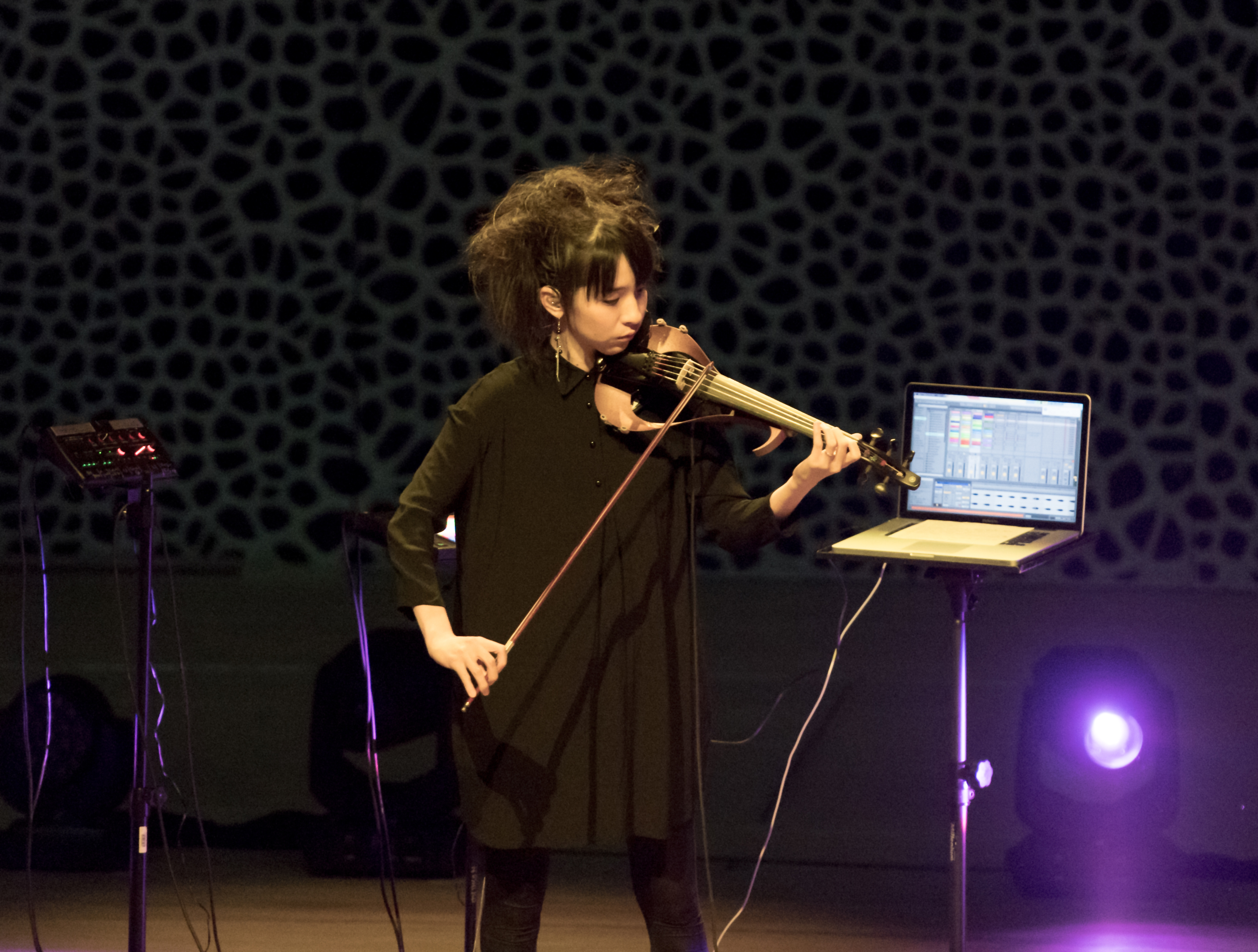
Hoshiko Yamane
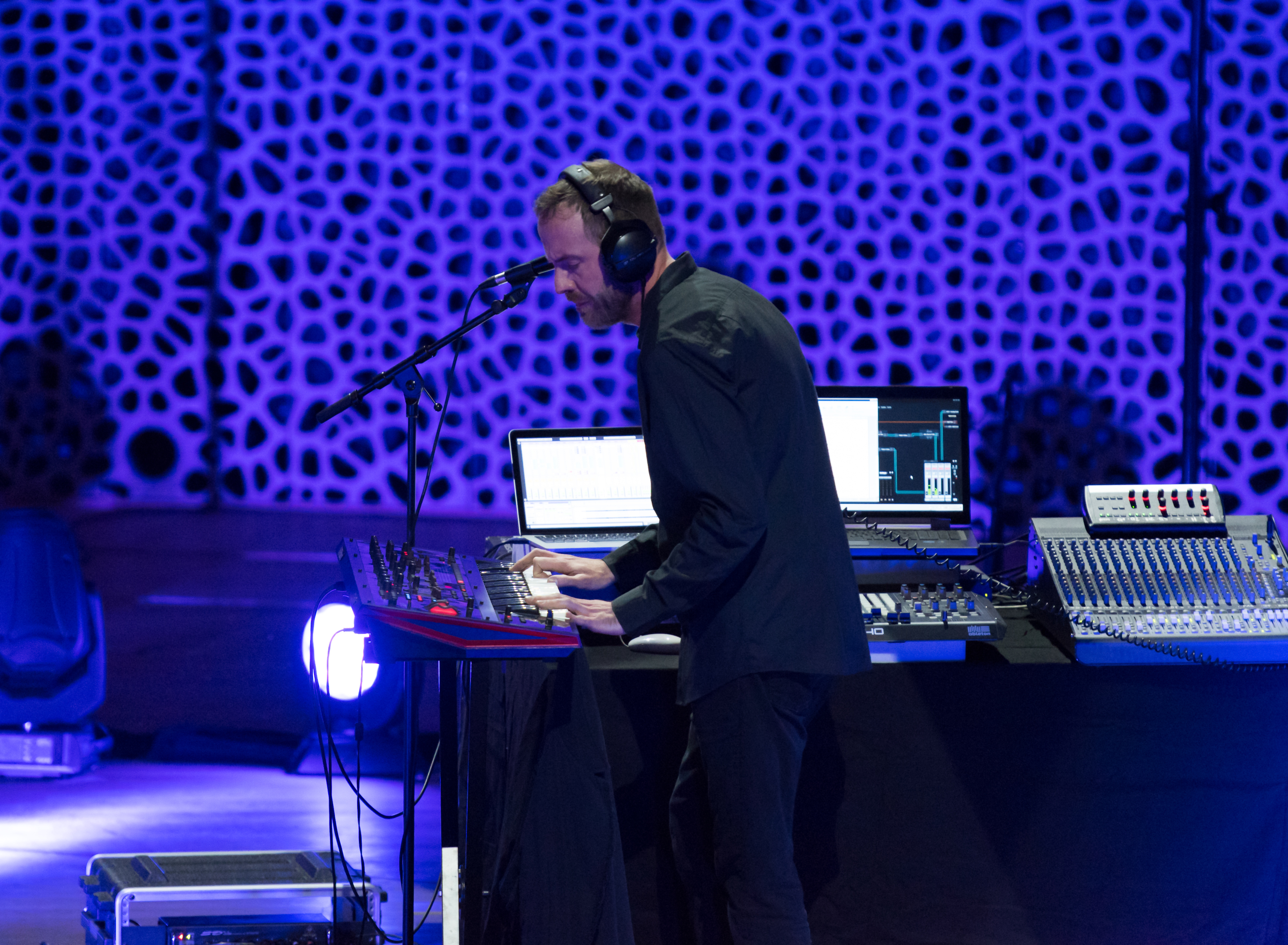
Ulrich Schnauss

## Stil
Stilistisch lassen sich die stilistischen Merkmale durch den im Arrangement vielfach gleichberechtigten Einsatz akustischer Instrumente (Gitarre, Saxofon, Flöte, Perkussion, gelegentlich Piano, Orchester usw.) und hin und wieder Gesang von anderen Protagonisten der „sinfonischen elektronischen Musik“ zuweilen gut abgrenzen. Seit den 1980er-Jahren wurden zumeist deutlich kürzere Musikstücke mehr in Strophe-Refrain-Interlude-Schemata veröffentlicht. Unverkennbar typisch sind ihre dynamisch-rhythmischen und repetitiven Synthesizersequenzen, breiten Klangteppiche und auch metallisch-digitalen Sounds. Von experimentell bis Rock und Pop, 20-minütigen Kompositionen oder kurzer Liedform, von einfacher Drum-Rhythmik bis zu House-Stilistiken passte sich Tangerine Dream in einem gewissen Maße dem Zeitgeist an, behielt aber eine Konsequenz in der Atmosphäre und Ästhetik ihrer Musik. Die Konzerte waren und sind eine aufwendige Performance aus Ton, Licht und Videoprojektion.
Fast alles, was im Instrumentenmarkt für elektronische Klangerzeugung bedeutsam ist, verwendet Tangerine Dream und hat somit auch die Entwicklung elektronischer Musikinstrumente mit beeinflusst.

## Nominierungen und Auszeichnungen
Grammy Awards
- 1992: Canyon Dreams (Nominiert als bestes New Age Album)
- 1993: Rockoon (Nominiert als bestes New Age Album)
- 1994: 220 Volt live (Nominiert als bestes New Age Album)
- 1994: Purple Haze (Nominiert als beste Rock Instrumental Performance)
- 1995: Turn of the Tides (Nominiert als bestes New Age Album)
- 1996: Tyranny of Beauty (Nominiert als bestes New Age Album)

Goldene Himbeere
- 1982: Filmmusik von Der Einzelgänger (Nominiert als schlechteste Filmmusik)

## Diskografie
Studioalben

| Jahr | Titel Musiklabel                                                            | Höchstplatzierung, Gesamtwochen, AuszeichnungChartplatzierungen (Jahr, Titel, Musiklabel, Platzierungen, Wochen, Auszeichnungen, Anmerkungen) | Höchstplatzierung, Gesamtwochen, AuszeichnungChartplatzierungen (Jahr, Titel, Musiklabel, Platzierungen, Wochen, Auszeichnungen, Anmerkungen) | Höchstplatzierung, Gesamtwochen, AuszeichnungChartplatzierungen (Jahr, Titel, Musiklabel, Platzierungen, Wochen, Auszeichnungen, Anmerkungen) | Höchstplatzierung, Gesamtwochen, AuszeichnungChartplatzierungen (Jahr, Titel, Musiklabel, Platzierungen, Wochen, Auszeichnungen, Anmerkungen) | Höchstplatzierung, Gesamtwochen, AuszeichnungChartplatzierungen (Jahr, Titel, Musiklabel, Platzierungen, Wochen, Auszeichnungen, Anmerkungen) | Anmerkungen                                                  |
| Jahr | Titel Musiklabel                                                            | DE | AT | CH | UK | US | Anmerkungen                                                  |
| ---- | --------------------------------------------------------------------------- | --- | --- | --- | --- | --- | ------------------------------------------------------------ |
| 1970 | Electronic Meditation Ohr (MR)                                              | — | — | — | — | — | Erstveröffentlichung: 6. Juni 1970                           |
| 1971 | Alpha Centauri Ohr (MR)                                                     | — | — | — | — | — | Erstveröffentlichung: 16. März 1971                          |
| 1972 | Zeit Ohr (MR)                                                               | — | — | — | — | — | Erstveröffentlichung: 14. August 1972                        |
| 1973 | Atem Ohr (OMM)                                                              | — | — | — | — | — | Erstveröffentlichung: 19. März 1973                          |
| 1974 | Phaedra Virgin Records (EMI)                                                | DE96 a (1 Wo.)DE | — | — | UK15 Gold · (15 Wo.)UK | US196 (2 Wo.)US | Erstveröffentlichung: 20. Februar 1974 Verkäufe: + 1.000.000 |
| 1975 | Rubycon Virgin Records (EMI)                                                | — | — | — | UK10 Silber · (14 Wo.)UK | — | Erstveröffentlichung: 21. März 1975 Verkäufe: + 60.000       |
| 1976 | Stratosfear Virgin Records (EMI)                                            | — | — | — | UK39 Silber · (4 Wo.)UK | US158 (7 Wo.)US | Erstveröffentlichung: 7. Oktober 1976 Verkäufe: + 60.000     |
| 1978 | Cyclone Virgin Records (EMI)                                                | — | — | — | UK37 (4 Wo.)UK | — | Erstveröffentlichung: 27. März 1978                          |
| 1979 | Force Majeure Virgin Records (EMI)                                          | — | — | — | UK26 (7 Wo.)UK | — | Erstveröffentlichung: 24. Februar 1979                       |
| 1980 | Tangram Virgin Records (EMI)                                                | — | — | — | UK36 (5 Wo.)UK | — | Erstveröffentlichung: 19. Mai 1980                           |
| 1981 | Exit Virgin Records (EMI)                                                   | — | — | — | UK43 (5 Wo.)UK | US195 (2 Wo.)US | Erstveröffentlichung: 13. September 1981                     |
| 1982 | White Eagle Virgin Records (EMI)                                            | DE42 (7 Wo.)DE | — | — | UK57 (5 Wo.)UK | — | Erstveröffentlichung: 2. April 1982                          |
| 1983 | Hyperborea Virgin Records (EMI)                                             | DE64 (2 Wo.)DE | — | — | UK45 (2 Wo.)UK | — | Erstveröffentlichung: 30. August 1983                        |
| 1985 | Le Parc Jive Electro (ZLG)                                                  | — | — | — | — | — | Erstveröffentlichung: 14. Mai 1985                           |
| 1986 | Green Desert Jive Electro (ZLG)                                             | — | — | — | — | — | Erstveröffentlichung: 22. Januar 1986                        |
| 1986 | Underwater Sunlight Jive Electro (ZLG)                                      | — | — | — | UK97 (1 Wo.)UK | — | Erstveröffentlichung: 17. August 1986                        |
| 1988 | Optical Race RCA Records (BMG)                                              | — | — | — | — | — | Erstveröffentlichung: August 1988                            |
| 1989 | Lily on the Beach RCA Records (BMG)                                         | — | — | — | — | — | Erstveröffentlichung: Oktober 1989                           |
| 1990 | Melrose Ariola (BMG)                                                        | — | — | — | — | — | Erstveröffentlichung: Oktober 1990                           |
| 1992 | Rockoon Virgin Records (EMI)                                                | — | — | — | — | — | Erstveröffentlichung: Februar 1992                           |
| 1994 | Turn of the Tides Columbia Records (Sony)                                   | — | — | — | — | — | Erstveröffentlichung: 24. Januar 1994                        |
| 1995 | Tyranny of Beauty Virgin Records (EMI)                                      | — | — | — | — | — | Erstveröffentlichung: 6. März 1995                           |
| 1996 | Goblin’s Club Sequel Records (Castle)                                       | — | — | — | — | — | Erstveröffentlichung: September 1996                         |
| 1997 | Ambient Monkeys Techno Drome (TDI)                                          | — | — | — | — | — | Erstveröffentlichung: November 1997                          |
| 1998 | Quinoa Techno Drome (TDI)                                                   | — | — | — | — | — | Erstveröffentlichung: 1998                                   |
| 1999 | Mars Polaris Techno Drome (TDI)                                             | — | — | — | — | — | Erstveröffentlichung: 14. Juni 1999                          |
| 2000 | Antique Dreams Techno Drome (TDI)                                           | — | — | — | — | — | Erstveröffentlichung: 30. Juni 2000                          |
| 2000 | The Seven Letters from Tibet Techno Drome (TDI)                             | — | — | — | — | — | Erstveröffentlichung: 4. September 2000                      |
| 2002 | Inferno Techno Drome (TDI)                                                  | — | — | — | — | — | Erstveröffentlichung: 2. September 2002                      |
| 2004 | Purgatorio Techno Drome (TDI)                                               | — | — | — | — | — | Erstveröffentlichung: 3. Mai 2004                            |
| 2005 | Kyoto Techno Drome (TDI)                                                    | — | — | — | — | — | Erstveröffentlichung: Mai 2005                               |
| 2005 | Jeanne D’Arc Techno Drome (TDI)                                             | — | — | — | — | — | Erstveröffentlichung: 2. Dezember 2005                       |
| 2006 | Blue Dawn Eastgate Music (EMM)                                              | — | — | — | — | — | Erstveröffentlichung: Mai 2006                               |
| 2006 | Paradiso Eastgate Music (EMM)                                               | — | — | — | — | — | Erstveröffentlichung: September 2006                         |
| 2007 | Springtime in Nagasaki (The Five Atomic Seasons Pt. 1) Eastgate Music (EMM) | — | — | — | — | — | Erstveröffentlichung: 23. März 2007                          |
| 2007 | Summer in Nagasaki (The Five Atomic Seasons Pt. 2) Eastgate Music (EMM)     | — | — | — | — | — | Erstveröffentlichung: 2. Juli 2007                           |
| 2007 | Tangines Scales Eastgate Music (EMM)                                        | — | — | — | — | — | Erstveröffentlichung: 8. Oktober 2007                        |
| 2008 | Views from a Red Train Eastgate Music (EMM)                                 | — | — | — | — | — | Erstveröffentlichung: 27. April 2008                         |
| 2008 | Autumn in Hiroshima (The Five Atomic Seasons Pt. 3) Eastgate Music (EMM)    | — | — | — | — | — | Erstveröffentlichung: 6. Oktober 2008                        |
| 2009 | Flame Eastgate Music (EMM)                                                  | — | — | — | — | — | Erstveröffentlichung: 17. März 2009                          |
| 2009 | Chandra - The Phantom Ferry (Part I) Eastgate Music (EMM)                   | — | — | — | — | — | Erstveröffentlichung: 23. Juni 2009                          |
| 2009 | Winter in Hiroshima (The Five Atomic Seasons Pt. 4) Eastgate Music (EMM)    | — | — | — | — | — | Erstveröffentlichung: 28. August 2009                        |
| 2010 | The Endless Season (The Five Atomic Seasons Pt. 5) Eastgate Music (EMM)     | — | — | — | — | — | Erstveröffentlichung: 10. Dezember 2010                      |
| 2010 | Under Cover – Chapter One Eastgate Music (EMM)                              | — | — | — | — | — | Erstveröffentlichung: 10. Dezember 2010                      |
| 2011 | The Island of the Fay Eastgate Music (EMM)                                  | — | — | — | — | — | Erstveröffentlichung: 20. März 2011                          |
| 2011 | The Angel of the West Window Eastgate Music (EMM)                           | — | — | — | — | — | Erstveröffentlichung: Mai 2011                               |
| 2011 | Finnegans Wake Eastgate Music (EMM)                                         | — | — | — | — | — | Erstveröffentlichung: 6. Dezember 2011                       |
| 2012 | Machu Picchu Eastgate Music (EMM)                                           | — | — | — | — | — | Erstveröffentlichung: 20. März 2012                          |
| 2013 | Cruise to Destiny Eastgate Music (EMM)                                      | — | — | — | — | — | Erstveröffentlichung: 7. Mai 2013                            |
| 2013 | Franz Kafka – The Castle Eastgate Music (EMM)                               | — | — | — | — | — | Erstveröffentlichung: 17. Dezember 2013                      |
| 2014 | Chandra the Phantom Ferry (Part II) Eastgate Music (EMM)                    | — | — | — | — | — | Erstveröffentlichung: 8. April 2014                          |
| 2014 | Mala Kunia Eastgate Music (EMM)                                             | — | — | — | — | — | Erstveröffentlichung: 17. November 2014                      |
| 2015 | Quantum Key Eastgate Music (EMM)                                            | — | — | — | — | — | Erstveröffentlichung: 20. November 2015                      |
| 2016 | Particles Eastgate Music (EMM)                                              | — | — | — | — | — | Erstveröffentlichung: 15. Dezember 2016                      |
| 2017 | Quantum Gate Kscope (Snapper)                                               | — | — | — | — | — | Erstveröffentlichung: 29. September 2017                     |
| 2020 | Recurring Dreams Eastgate Music (EMA)                                       | — | — | — | — | — | Erstveröffentlichung: 31. Januar 2020                        |
| 2022 | Raum Kscope (Snapper)                                                       | DE39 (1 Wo.)DE | — | — | — | — | Erstveröffentlichung: 25. Februar 2022                       |

grau schraffiert: keine Chartdaten aus diesem Jahr verfügbar

## Filmografie (Auswahl)

### Filmmusik
- 1976: Tatort: Kassensturz
- 1977: Atemlos vor Angst (Sorcerer)
- 1978: Kneuss
- 1981: Der Einzelgänger (Thief)
- 1981: Avanaida – Todesbiss der Satansviper (Spasms)
- 1982: Der Söldner (The Soldier)
- 1982: Tatort: Das Mädchen auf der Treppe
- 1983: Das Ende der Angst (Wavelength)
- 1983: Die unheimliche Macht (The Keep)
- 1983: Lockere Geschäfte (Risky Business)
- 1983: Tatort: Miriam
- 1984: Flashpoint – Die Grenzwölfe (Flashpoint)
- 1984: Der Feuerteufel (Firestarter)
- 1985: Versteckt (Forbidden)
- 1985: Crazy for You (Vision Quest)
- 1985: Die Herzensbrecher (Heartbreakers)
- 1985: Legende (Legend, US-Version)
- 1986: Zoning
- 1986: Der Herrscher des Central Parks (The Park Is Mine)
- 1987: Near Dark – Die Nacht hat ihren Preis (Near Dark)
- 1987: Faustrecht – Terror in der Highschool (Three O’Clock High)
- 1987: Mörderische Nächte (Red Nights)
- 1987: Shy People – Bedrohliches Schweigen (Shy People)
- 1988: Nacht der Entscheidung – Miracle Mile (Miracle Mile)
- 1988: Lucky Date (Tonight’s The Night)
- 1989: Tödliche Nachrichten (The Man Inside)
- 1989: Heart Power (Catch Me If You Can)
- 1990: The Man Inside – Tödliche Nachrichten (The Man Inside)
- 1989: Crack USA: County Under Siege (Kurz-Dokumentarfilm)
- 2004: L'Inferno (Stummfilm, 1911)
- 2018 Cargo (Thorsten Quaeschning mit Hoshiko Yamane)
- 2018: Black Mirror: Bandersnatch

### Dokumentarfilme
- Tangerine Dream – Signale aus der Schwäbischen Straße – TV-Dokumentarfilm, Deutschland, WDR, 1976
- Tangerine Dream – Die bestbezahlte Übungsgruppe aller Zeiten – TV-Dokumentation, Alexander Weil, SAT.1, 1997
- Tangerine Dream – Sound from Another World – TV-Dokumentarfilm, Deutschland 2016, 58 Min., Buch und Regie: Margarete Kreuzer, Produktion: Tag/Traum, Eastgate, WDR, rbb, Arte, Erstsendung: 25. November 2016 auf arte
- Revolution of Sound: Tangerine Dream – Dokumentarfilm, Deutschland 2017, 87 Min., Buch und Regie: Margarete Kreuzer, Produktion: Tag/Traum, Eastgate, WDR, rbb, Arte. Kinostart: 7. September 2017

## Ausstellung
- 2025: Tangerine Dream: Zeitraffer, Museum of Modern Electronic Music, Frankfurt am Main.